# Gmina Mendon (Iowa)

Położenie Gminy Mendon w hrabstwie Clayton

Gmina Mendon (ang. Mendon Township) – gmina w USA, w stanie Iowa, w hrabstwie Clayton. Według danych z 2000 roku gmina miała 1890 mieszkańców, a jej powierzchnia wynosi 87,29 km².